# Муравлянский район
Муравлянский район — территориально-административная единица РСФСР, существовавшая с 1935 по 1956 год.
Муравлянский район был образован 21 февраля 1935 года в составе Московской области.
В состав района вошли следующие сельсоветы, переданные из Сараевского района: Алексеевский, Андреевский, Высоковский, Ивановский, Крутовский, Курганчиковский, Луначарский, Максовский, Мордовский, Муравлянский, Надеждинский, Назарьевский, Напольновский, Николаевский, Ремизовский, Таптыковский, Троицкий, Федоровский и Ягодновский.
26 сентября 1937 года Муравлянский район был передан в Рязанскую область.
5 апреля 1956 года Муравлянский район был возвращён в Сараевский.